# David Suchet
Sir David Courtney Suchet, CBE (výslovnost [dejvid kórtny súšej], * 2. května 1946 Londýn) je anglický herec.
Vystudoval Londýnskou akademii hudby a dramatického umění (LAMDA). V roce 1973 se stal členem Královské shakespearovské společnosti (Royal Shakespeare Company) a hrál v řadě Shakespearových her (Kupec benátský, Romeo a Julie, Jak se vám líbí, Othello, Král Lear atd.).
Nejvíce ho zřejmě proslavila postava Hercula Poirota ve stejnojmenném televizním seriálu na motivy detektivních příběhů spisovatelky Agathy Christie.
Za zásluhy o divadlo a charitativní činnost byl v roce 2020 královnou Alžbětou II. povýšen do rytířského stavu s oslovením Sir David.
Věnuje se také fotografování.

## Rodina
David Suchet se narodil v Londýně jako syn Joan Patricie (rozené Jarché; 1916–1992, pocházela z rodiny Jamese Jarchého, britského reportážního fotografa židovského původu), herečky, a Jacka Sucheta. Jack emigroval z Jižní Afriky do Anglie v roce 1932, roku 1933 vystudoval medicínu na St Mary's Hospital Medical School v Londýně a stal se porodníkem a gynekologem. Během 2. světové války spolupracoval s Alexanderem Flemingem na výzkumu použití penicilínu v léčbě pohlavních chorob.
Suchetův otec byl litevsko-židovského původu, syn Izidora Suchedowitze, původem z města Kretinga. V určité době bylo příjmení zaznamenáno jako „Schohet“, což je forma hebrejského a jidiš slova  „šochet“ (košer řezník). Suchetův otec si v době, kdy žil v Jižní Africe, změnil příjmení na Suchet. Davidova matka se narodila v Anglii a byla anglikánka (z otcovy strany rusko-židovského původu a anglická anglikánka z matčiny strany). Byl vychován bez náboženství, ale v roce 1986 se stal praktikujícím anglikánem a v roce 2006 do anglikánské církve vstoupil. David má dva bratry, Petera a Johna, oba pracovali v televizním zpravodajství. Roku 1976 se oženil s herečkou Sheilou Ferrisovou, kolegyní z Belgrade Theatre v Coventry, kde oba byli zaměstnáni. Mají syna Roberta (*1981), dříve námořního kapitána, a dceru Katherine (* 1983), povoláním fyzioterapeutku.

## Vybraná filmografie
- Profesionálové (TV; epizoda „Where the Jungle Ends“) (1978)
- Schiele in Prison (1980) jako Gustav Klimt
- Oppenheimer (televizní minisérie) (1980) jako Edward Teller
- The Hunchback of Notre Dame (TV film) (1982)
- Misionář (1982)
- Trenchcoat (1983)
- Red Monarch (televizní film) (1983)
- Reilly, Ace of Spies (televizní minisérie – epizoda „Prelude to War“) (1983)
- Master of the Game (televizní minisérie) (1984)
- Greystoke: The Legend of Tarzan, Lord of the Apes (1984)
- The Little Drummer Girl (1984)
- Freud (televizní minisérie) (1984)
- Blott on the Landscape (televizní minisérie) (1985)
- Dravec a feťák (1985)
- Thirteen at Dinner (televizní film) (1985) jako inspektor Japp
- Iron Eagle (1986)
- Harry and the Hendersons(1987)
- Cause Célèbre (televizní film) (1987)
- A World Apart (1988)
- Hercule Poirot (TV) (1989–2013) jako Hercule Poirot
- When the Whales Came (1989)
- Moses (televizní film) (1995)
- Executive Decision (1996)
- The Phoenix and the Carpet (televizní minisérie) (1997)
- Sunday (1997)
- A Perfect Murder (1998)
- RKO 281 (1999)
- Wing Commander (1999)
- Victoria & Albert (televizní) (2001)
- The Way We Live Now (televizní) (2001)
- Live From Baghdad (televizní film) (2002)
- Pinocchio (2002) jako Mister Geppetto (hlas - anglický dabing)
- The In-Laws (2003)
- Foolproof (2003)
- Henry VIII (televizní) (2003)
- Space Odyssey: Voyage To The Planets (televizní) (2004) vypravěč
- Flushed Away (2006)
- Dracula (televizní film) (2006)
- Agatha Christie: Murder on the Orient Express (videohra) (2006)
- Maxwell (televizní film) (2007) jako Robert Maxwell
- Flood (2007)
- Čistá práce (2008)
- Diverted (televizní film) (2009)
- David Suchet on the Orient Express (televizní dokument) (2010)
- Zaslaná pošta (televizní) (2010)
- Hidden (televizní seriál) (2011)
- Great Expectations (televizní) (2011)
- Richard II (televizní film) (2012) jako Edmund z Langley
- David Suchet: In the Footsteps of St Paul (televizní dokument) (2012)
- Effie (2013) jako Mr. Ruskin
- Pán času, epizoda Ťuk-ťuk (2017) jako Landlord